# 원추리과
원추리과(Hemerocallidaceae)는 비짜루목에 속하는 속씨식물의 외떡잎식물군 내의 식물 과이다. 이 과의 이름은 원추리속(Hemerocallis)에서 유래하였다. 이 과에서 가장 큰 속은 디아넬라속(Dianella, 20종), 원추리속(Hemerocallis, 15종), 카에시아속(Caesia, 11종) 등이다.

## 하위 속
- Agrostocrinum F.Mueller
- Arnocrinum Endlicher & Lehmann
- 카에시아속 (Caesia) R.Br.
- Corynotheca Benth.
- 디아넬라속 (Dianella) Lamarck
- Eccremis Baker
- Geitonoplesium R.Br.
- 원추리속 (Hemerocallis) L.
- Hensmania W.Fitzgerald
- Herpolirion Hook.f.
- Hodgsoniola F.Muell.
- Johnsonia R.Br.
- Pasithea D.Don
- 마오란속 (Phormium) J.R.Forst. & G.Forst.
- Rhuacophila Blume
- Stypandra R.Br.
- Simethis Kunth
- Stawellia F.Muell.
- Thelionema R.J.F.Hend.
- Tricoryne R.Br.